# Luis Antonio Valdéz
Luis Antonio Valdéz (ur. 1 lipca 1965 w Aguascalientes) -  były meksykański piłkarz grający na pozycji napastnika. Uczestnik Mundialu 1994 w USA.